# Uscana latipenis
Uscana latipenis is een vliesvleugelig insect uit de familie Trichogrammatidae. De wetenschappelijke naam werd in 1994 gepubliceerd door Lin. De soort komt voor in Fujian in China.